# Paul Hodgson
Paul Kevin Hodgson (Epsom, 25 aprile 1982) è un ex rugbista a 15 internazionale per l'Inghilterra, a lungo mediano di mischia dei London Irish;.